# António Areia
António Antunes Baeta Rodrigues Areia, más conocido como António Areia, (Lisboa, 21 de junio de 1990) es un jugador de balonmano portugués que juega de extremo derecho en el Tremblay-en-France Handball. Es internacional con la selección de balonmano de Portugal.
Su primer gran campeonato con la selección fue el Campeonato Europeo de Balonmano Masculino de 2020.

## Palmarés

### Benfica
- Copa de Portugal de balonmano (1): 2011
- Supercopa de Portugal de balonmano (1): 2012

### Oporto
- Andebol 1 (4): 2019, 2021, 2022, 2023
- Copa de Portugal de balonmano (2): 2019, 2021

## Clubes
| Club                        | País     | Año         |
| --------------------------- | -------- | ----------- |
| SL Benfica                  | Portugal | 2007 - 2008 |
| OS Belenenses               | Portugal | 2008 - 2010 |
| SL Benfica                  | Portugal | 2010 - 2015 |
| FC Oporto                   | Portugal | 2015 - 2024 |
| Tremblay-en-France Handball | Francia  | 2024 - Act. |